# Dudley A. White
Dudley Allen White (* 3. Januar 1901 in New London, Huron County, Ohio; † 14. Oktober 1957 in Delaware, Ohio) war ein US-amerikanischer Politiker. Zwischen 1937 und 1941 vertrat er den Bundesstaat Ohio im US-Repräsentantenhaus.

## Werdegang
Dudley White besuchte die öffentlichen Schulen seiner Heimat. Im Jahr 1918 absolvierte er die New London High School. Während der Endphase des Ersten Weltkrieges diente er im Jahr 1918 in der US Navy. Danach war er in den Jahren 1919 und 1920 bei einer Gummifabrik in Akron beschäftigt. Außerdem wurde er in der Versicherungsbranche tätig. In den Jahren 1920 und 1921 lebte er in Uhrichsville, wo er ins Kurzwarengeschäft einstieg. Anschließend kehrte er nach New London zurück. Dort arbeitete er zwischen 1921 und 1925 für eine Firma, die Rangabzeichen und Uniformen herstellte. Anschließend betätigte er sich in Norwalk im Zeitungsgeschäft. Politisch schloss er sich der Republikanischen Partei an. In den Jahren 1928 und 1948 nahm er als Delegierter an den  jeweiligen Republican National Conventions teil. Von 1929 bis 1930 war er auch Kommandeur der American Legion in Ohio.
Bei den Kongresswahlen des Jahres 1936 wurde White im 13. Wahlbezirk von Ohio in das US-Repräsentantenhaus in Washington, D.C. gewählt, wo er am 3. Januar 1937 die Nachfolge des Demokraten William L. Fiesinger antrat. Nach einer Wiederwahl konnte er bis zum 3. Januar 1941 zwei Legislaturperioden im Kongress absolvieren. Während dieser Zeit wurden dort die letzten New-Deal-Gesetze der Roosevelt-Regierung verabschiedet, denen Whites Partei eher ablehnend gegenüberstand.
Im Jahr 1940 verzichtete Dudley White auf eine weitere Kandidatur für das US-Repräsentantenhaus. Stattdessen bewarb er sich erfolglos um die Nominierung seiner Partei für die Wahlen zum US-Senat. Während des Zweiten Weltkrieges diente er zwischen 1942 und 1946 erneut in der US Navy, in der er den Rang eines Captains erreichte. Dabei war er Direktor für Rekrutierungen und Stellungsbefehle. Nach dem Krieg wurde er Direktor bei der Citizens National Bank und Präsident einer Rundfunkanstalt. In den Jahren 1954 und 1955 war er Leiter der von Präsident Dwight D. Eisenhower ins Leben gerufenen Commission on Intergovernmental Relations. Außerdem war er weiterhin im Zeitungsgeschäft tätig. Zum Zeitpunkt seines Todes gab er zwei Zeitungen heraus. Er starb am 14. Oktober 1957 in Delaware und wurde in Norwalk beigesetzt.